# 施拉特 (密西西比州)
施拉特（英語：Schlater）是位於美國密西西比州利福勒縣的城鎮。

## 人口
根據2020年美國人口普查的數據，施拉特的面積為2.99平方千米，皆為陸地。當地共有人口236人，而人口密度為每平方千米79人。